# バイバイ、マイフレンド
『バイバイ、マイフレンド』は、2023年5月10日（9日深夜）から5月31日（30日深夜）まで、フジテレビの「火曜ACTION!」枠（関東ローカル）で放送されたテレビドラマ。主演は本作が地上波ドラマ初主演となる森田望智。

## キャスト

### 主要人物
早川麻衣（はやかわ まい）
演 - 森田望智（高校時代：田中海凪）
主人公。派遣社員として働きながら小説家を目指す。

### 周辺人物
後藤絵里奈（ごとう えりな）
演 - 萩原みのり（高校時代：福島愛）
麻衣の高校時代の親友。
時田莉子（ときた りこ）
演 - 松崎未夢
麻衣の高校時代のもう一人の親友。故人。
成田悟（なりた さとる）
演 - 濱田龍臣
麻衣がよく行く書店の店員。
植村大輝
演 - 前川佑
麻衣の高校時代の同級生。
嶌崎
演 - 藤田真澄
書店の店員。悟の同僚で先輩。

### ゲスト

#### 第1話
ハローワーク職員
演 - 岩城滉太

## スタッフ
- 脚本 - 井本智恵子、川滿佐和子[1]
- 音楽 - Akiyoshi Yasuda[8]
- 主題歌 - 羊文学「OOPARTS」（F.C.L.S.）[8]
- 演出 - 尾﨑隼樹[1]
- プロデュース - 栗原彩乃[8]
- 制作 - フジテレビ ドラマ・映画制作部[8]
- 制作著作 - フジテレビ[8]

## 放送日程
| 話数  | 放送日  | サブタイトル                               | 脚本                          |
| ----- | ------- | ------------------------------------------ | ----------------------------- |
| 第1話 | 5月10日 | もう一度やり直せたら…親友と不思議な再会    | 井本智恵子 川滿佐和子（協力） |
| 第2話 | 5月17日 | 10年の時を越え深まる絆                     | 川滿佐和子                    |
| 第3話 | 5月24日 | 明かされる三人の悲しい過去…莉子の目的とは? | 井本智恵子 川滿佐和子         |
| 第4話 | 5月31日 | 約束の場所へ…未来とハムの厚さ、信じてる    | 川滿佐和子                    |